# Lockheed T2V SeaStar
Lockheed T2V-1 SeaStar (Lockheed T2V-1/T-1 SeaStar) — учебно-тренировочный самолёт. Создан на базе американского истребителя Т-33 «Шутинг Стар». Именовался также как T-1 SeaStar. Разработан для обучения пилотов ВМС США. Оснащен одним двигателем Allison J33.

## История
ВМС США с 1949 года в качестве учебного самолета использовали Lockheed T-33, который не был приспособлен для посадки на палубу авианосца. На базе самолета Lockheed F-80 Shooting Star для ВМС США был разработан вариант, получивший обозначение TO-2, позже TV-2. Дальнейшие разработки пригодного для посадки на палубу авианосца самолета осуществлялись на базе самолета Lockheed F-80 Shooting Star/Lockheed T-33. Проект получил наименование Lockheed L-245 и Lockheed T2V в ВМС США. Первый полет Lockheed L-245 состоялся 16 декабря 1953 года, а серийные поставки Lockheed T2V SeaStar в ВМС США начались в 1956 году.
По сравнению с TV-2 новый Lockheed T2V был полностью перепроектирован для посадок на палубу авианосца и выполнения полетов над морем, получил видоизмененное хвостовое оперение; электронные системы, навигации, отображения и управления согласно стандарту ВМС США; усиленные опоры шасси и выдвижной тормозной гак; механический привод выпуска предкрылков (для увеличения подъемной силы на малых скоростях); улучшенное место в кабине для инструктора; антикоррозийную обработку от воздействия неблагоприятных условий, связанных с повышенным содержанием соли в морском воздухе.
Поступив в ВМС США самолет получил наименование T2V-1. Так он именовался до 1962 года, когда Министерство обороны США приняло новую Систему 1962 обозначения воздушных судов в США, согласно которой самолет стал именоваться как T-1A SeaStar. С этим названием он прослужил весь свой срок эксплуатации.
В середине 70-х годов прошлого века самолет был заменен на учебный самолёт T-2.

## Существующие экземпляры
- Один самолета T-1A находится в рабочем состоянии и годен к полетам в аэропорту Феникс-Меса (Phoenix–Mesa Gateway Airport, бывшая авиабаза Уильямс (Williams)) в городе Меса штата Аризона;
- Два экземпляра выставлены на всеобщее обозрение в Тусоне штата Аризона.

## Тактико-технические характеристики
Технические характеристики
| Параметры                   | Значение                    |
| --------------------------- | --------------------------- |
| экипаж                      | 2 человека                  |
| длина                       | 11,75 м                     |
| размах крыла                | 13,06 м                     |
| площадь крыла               | 22.3 м²                     |
| высота                      | 4,06 м                      |
| масса пустого               | 5 427 кг                    |
| максимальная взлетная масса | 7 636 кг                    |
| двигатели                   | 1× ТРД Allison J33-A-24/24А |
| тяга                        | 1× 27,2 кН                  |

Лётные характеристики
| Параметры              | Значение |
| ---------------------- | -------- |
| максимальная скорость  | 933 км/ч |
| практическая дальность | 1 560 км |
| практический потолок   | 13 006 м |
| скороподъёмность       | 32 м/с   |

## Использовался в странах
- США - Военно-морские силы США

## Галерея

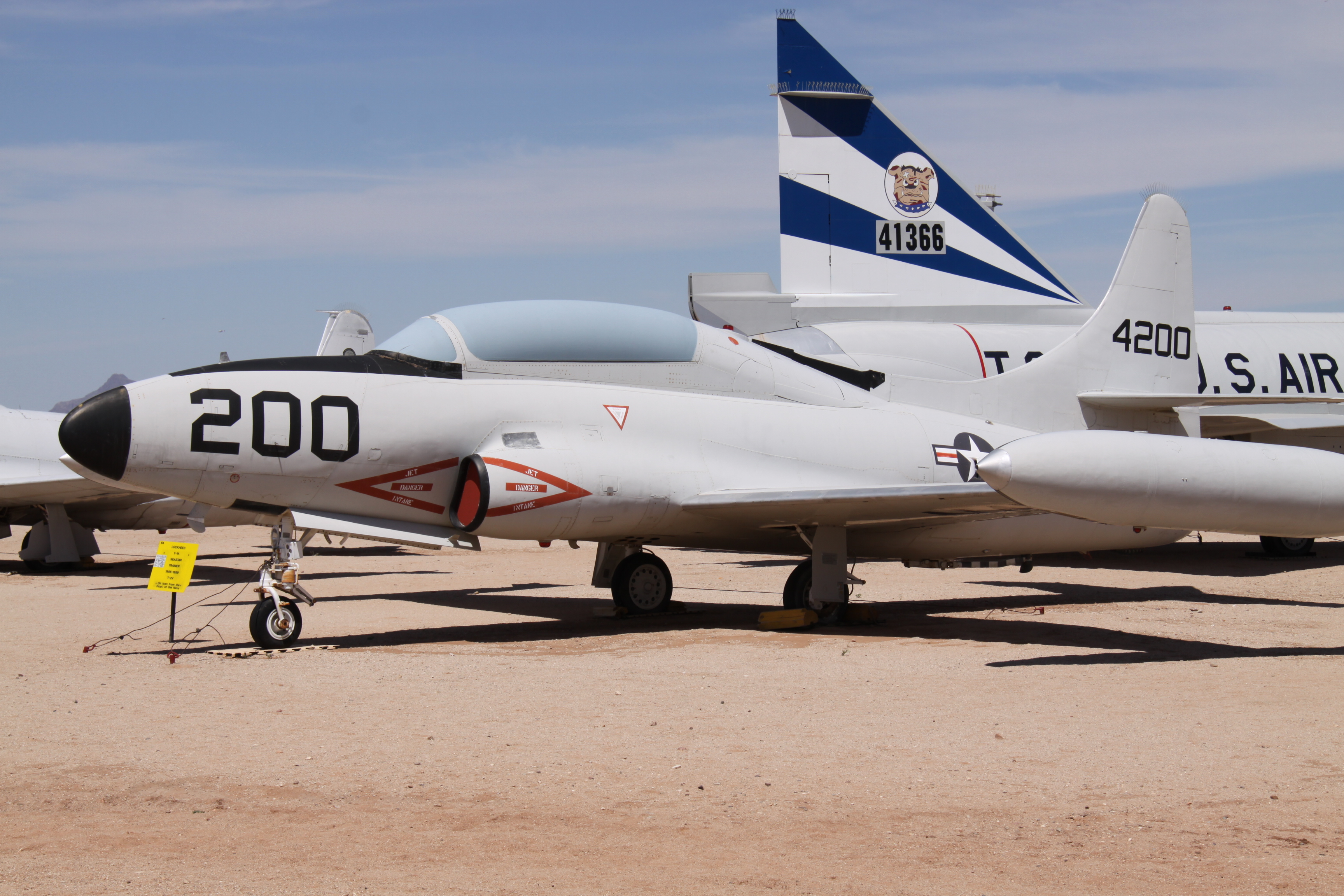
T-1A ВМС США
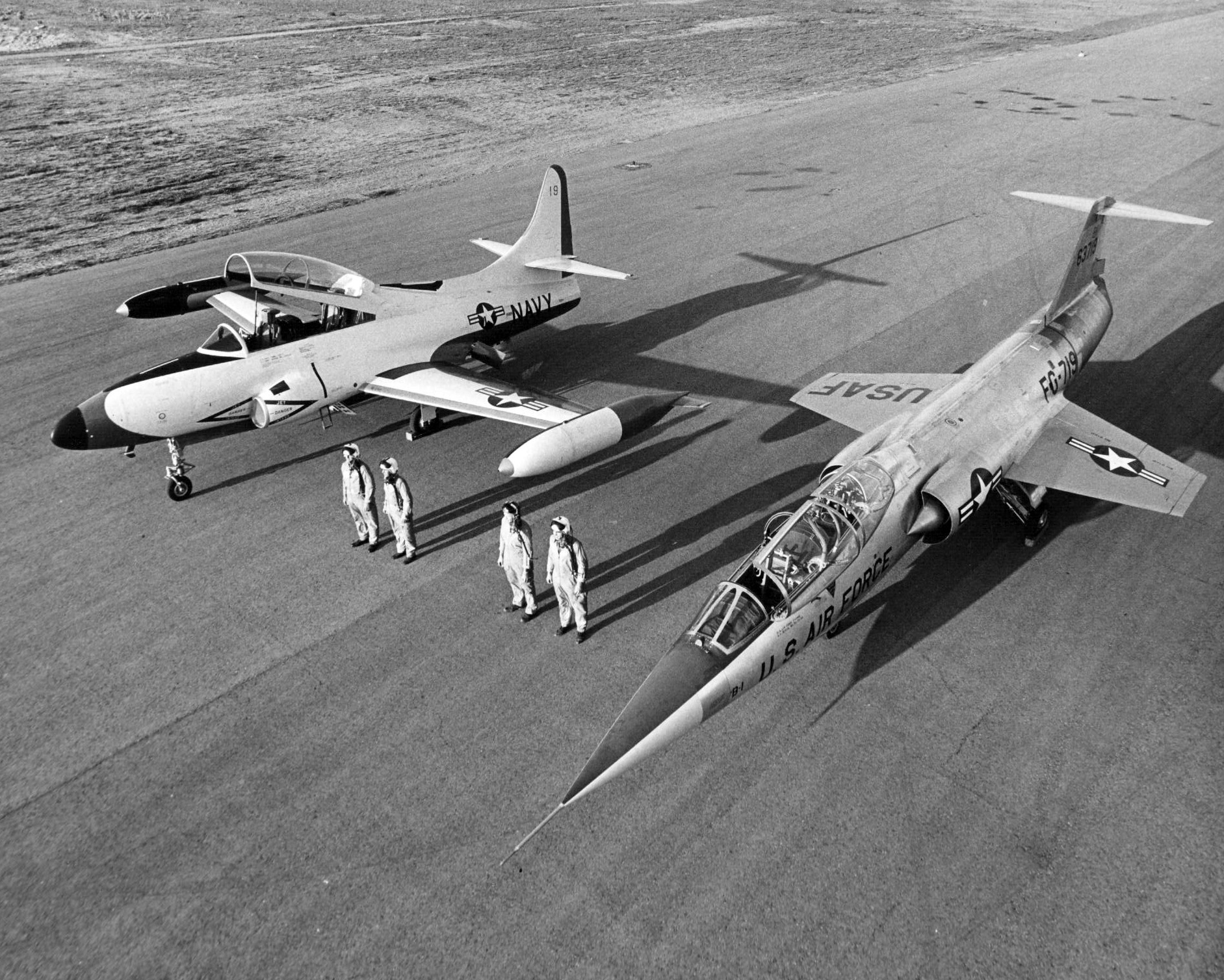
Lockheed T-1A и F-104B
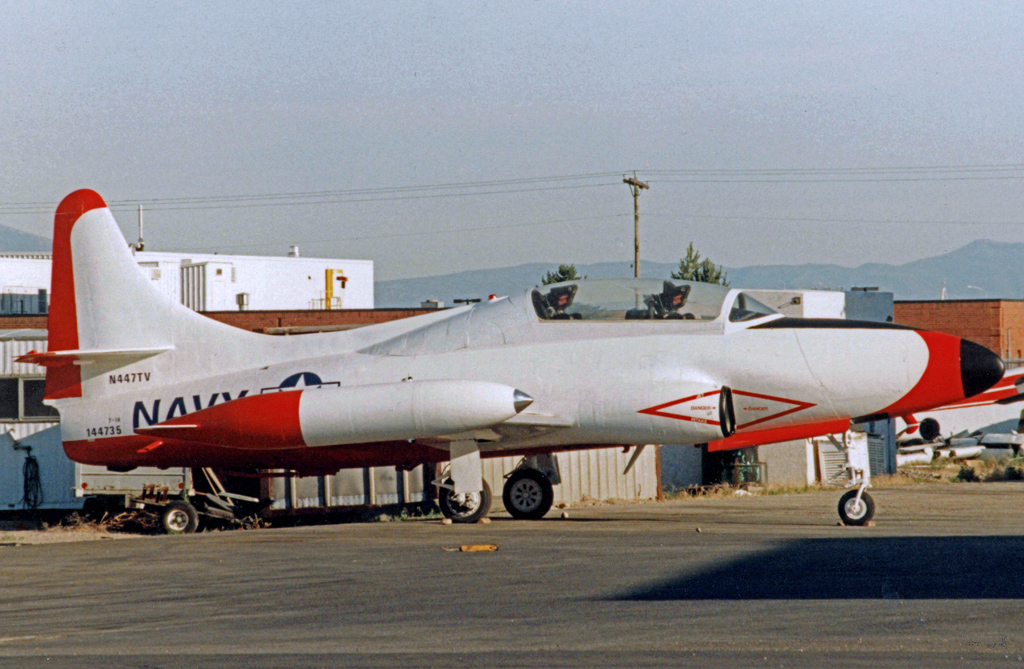
Lockheed T-1A Seastar
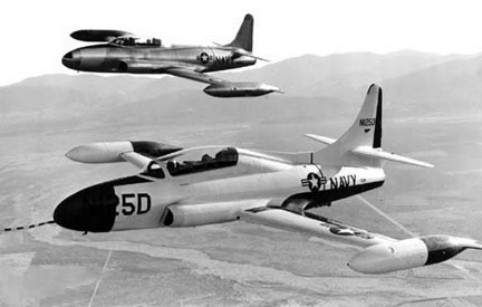
TV-2 и T2V-1